# Элизабет де Мерон
Луиза Элизабет де Мерон (Louise Elisabeth de Meuron; 22 августа 1882, Tscharner House (1733–35), Берн — 22 мая 1980, Риггисберг), известная как мадам де Мерон — швейцарская аристократка. 
Владела несколькими домами в старом районе Берна, а также альпийским лугом, известным как Рамисгуммен, над Эггвилем. Кроме того, она унаследовала замок Амсольдинген от своего отца и замок Рюмлинген от своей матери, который долгие годы был её главной резиденцией.

## Биография
Она родилась в Берне, в семье Людвига фон Чарнера, доктора философии и военного инженера, и Анны (урожденной де Ватвиль), в семейной резиденции на Мюнстерплац. Её семья отказалась дать ей разрешение на брак с мужчиной, которого она любила, и в 1905 году она была вынуждена выйти замуж за своего двоюродного брата, банкира Фредерика-Альфонса де Мерона. Брак закончился разводом в 1923 году. Её отец умер в 1927 году, сын покончил с собой в 1939 году, а дочь эмигрировала в Марокко.
Трагедия самоубийства её сына заставила её носить траур до конца своей жизни. Она посвятила себя философии и написала бесчисленное количество писем. Она регулярно устраивала соревнования по конному спорту (concours hippiques) и была известна своими властными манерами. Образ жизни Мерона породил бесчисленное количество анекдотов, которые, однако, хотя и имеют смысл, не все следует принимать за чистую монету.
Её репутация была обусловлена не только её анахроничной внешностью — старомодными вдовьими бурнусами, тростью и слуховой трубкой («Чтобы я слышала только то, что хочу слышать»), — но и её эксцентричным поведением. Её часто видели в центре Берна в сопровождении её русских борзых. Её сотрудникам разрешалось парковать её машину где угодно; если приходила полиция, она восклицала: «Это останется здесь!» Она никогда не покупала трамвайный билет, потому что, как она заявила: «Я была здесь до трамвая!»
Однажды, когда бродяжку (сумасшедшую маленькую нищенку, как выразился Мерон) поймали на краже фруктов с территории её замка, она заперла её в каретном сарае на два дня. Когда её обвинили в незаконном лишении свободы, она предъявила в суде документ, датируемый средневековьем, который уполномочивал владельца замка Рюмлиген вершить низкое правосудие. Она отделалась небольшим штрафом и лекцией по действующему законодательству.